# Space Seed
"Space Seed" é o vigésimo segundo episódio da primeira temporada da série de ficção científica estadunidense Star Trek: The Original Series. Foi exibido pela primeira vez nos Estados Unidos pela NBC em 16 de fevereiro de 1967. Foi escrito por Gene L. Coon e Carey Wilber a partir de uma história de Wilber, e dirigido por Marc Daniels. The Original Series se passa no século XXIII e acompanha as aventuras da tripulação da nave estelar USS Enterprise. Neste episódio, os tripulantes encontram uma nave que abriga humanos geneticamente modificados, incluindo Khan Noonien Singh, que tenta tomar a Enterprise.
Wilber originalmente concebeu uma história envolvendo gregos antigos preservados por criogenia. O roteiro passou por várias alterações baseadas nas opiniões dos produtores, as primeiras versões escritas pelo próprio Wilber e as posteriores por Coon e Gene Roddenberry, o criador da série. O ator Ricardo Montalbán foi escolhido para interpretar Khan, com o número de figurinos exigido deixando a equipe com pouco tempo para dedicar a cada um. As filmagens ocorreram em dezembro de 1966 e duraram seis dias. A necessidade de criar cenários especiais e filmar com miniaturas fez o orçamento do episódio estourar.
"Space Seed" teve bons números de audiência, registrando mais de treze milhões de telespectadores. O episódio foi aclamado pela crítica especializada como um dos melhores de The Original Series, com elogios especiais para Khan e seu papel de antagonista do capitão James T. Kirk. A história do episódio foi continuada no filme Star Trek II: The Wrath of Khan, que teve o retorno de Montalbán como Khan. O personagem também foi o vilão do filme Star Trek Into Darkness e apareceu em um episódio de Star Trek: Strange New Worlds. Elementos da história de Khan já foram citados em vários outros episódios.

## Enredo
A USS Enterprise encontra a SS Botany Bay à deriva no espaço, dentro da qual estão vários humanos vivos em animação suspensa há duzentos anos. O líder começa a acordar e é levado para a Enterprise, que por sua vez começa a rebocar a Botany Bay para a Base Estelar 12. O líder acorda e se apresenta como Khan. A tenente Marla McGivers, uma historiadora especializada em século XX, fica maravilhada com Khan. O comandante Spock descobre que Khan é na verdade Khan Noonien Singh, que, junto com as outras pessoas adormecidas na Botany Bay, é resultado de um processo de seleção artificial para criar humanos perfeitos. Esses superhumanos tornaram-se tiranos e conquistaram um terço da Terra durante as Guerras Eugênicas na década de 1990.
Khan é confinado em seus aposentos e McGivers é enviada para lhe contar sobre eventos atuais. Ele se aproveita da atração dela e conta que deseja dominar a humanidade de novo, pedindo sua ajuda. McGivers aceita relutantemente e Khan revive o resto de seu povo na Botany Bay, tomando o controle da Enterprise. Khan ameaça matar o capitão James T. Kirk de forma lenta e dolorosa a menos que os oficiais da Enterprise concordem em obedecê-lo. McGivers se arrepende e liberta Kirk, com este e Spock liberando um gás anestésico por toda a nave que incapacita o povo de Khan. Este consegue escapar e tenta destruir a nave, porém é derrotado por Kirk é uma luta corpo a corpo.
Kirk faz uma audiência para decidir o destino de Khan e seu povo. Em vez de enviá-los para uma colônia penal, Kirk oferece que Khan e seu povo se exilem no planeta Ceti Alpha V, um mundo difícil que ele acredita ser perfeito para Khan "domar". Este aceita, afirmando que "é melhor governar o Inferno do que servir no Paraíso". Kirk permite que McGivers vá com Khan em vez de enfrentar uma corte marcial. Spock comenta que será interessante ver o que Khan consegue em Centi Alpha V daqui cem anos.

## Produção

### Desenvolvimento
O roteirista Carey Wilber foi contratado para escrever um episódio de Star Trek: The Original Series. Ele decidiu basear sua ideia em um episódio nunca produzido que tinha escrito para a série Captain Video and His Video Rangers. Ela envolvia humanos da Grécia Antiga transportados pelo espaço em animação suspensa, com o povo do futuro descobrindo que eles tinham poderes mitológicos. Wilber substituiu os poderes por habilidades aprimoradas por engenharia genética. Ele tinha brevemente trabalhado com o produtor executivo Gene Roddenberry, o criador de The Original Series, na série Harbormaster, além de ter escrito ficção científica para as séries Lost in Space e The Time Tunnel.
A primeira proposta de Wilber para aquilo que se tornaria "Space Seed" foi datada de 29 de agosto de 1966, uma semana antes da estreia de The Original Series. O vilão era Harold Erickson, um criminoso comum exilado no espaço que tentaria libertar sua gangue da Botany Bay, tomar a USS Enterprise e se tornar um pirata. Partes da história foi inspirada no uso de colônias penais no século XVIII, enquanto as caracterizações foram baseadas em descrições da bíblia dos roteiristas de The Original Series. Consequentemente, vários elementos dessa versão diferiam de como os personagens se comportavam na série; por exemplo, incluía uma cena em que o comandante Spock derrotava o capitão James T. Kirk no xadrez trapaceando. O produtor Gene L. Coon disse a Wilber que seu trabalho era o melhor esboço que tinha visto para a série. Entretanto, o produtor associado Robert H. Justman não ficou tão entusiasmado, comparando a história negativamente com Flash Gordon e Buck Rogers, além de ser um conceito muito caro de ser filmado. Também haviam preocupações de que um roteiro não pedido enviado pelo autor Philip José Farmer era muito parecido com a proposta, algo que poderia levar a um processo legal.
Os executivos da emissora NBC aprovaram o enredo, mas Justman determinou que precisava ser bastante reescrito. Wilber recebeu em setembro uma lista de mudanças sugeridas que incluíam a remoção de qualquer menção de ambientação, pois os produtores não queriam dizer o quanto no futuro The Original Series se passava, e da cena do xadrez. Ele enviou um segundo rascunho, mas Roddenberry ainda teve problemas com elementos básicos da história. Ele não acreditava que criminosos seriam lançados no espaço e detestava a ideia de piratas espaciais. Essa segunda versão introduzia a ideia de Kirk deixar Erickson e sua tripulação em novo planeta, algo permaneceu até a versão final. Não foi pedido que Wilber escrevesse um terceiro rascunho, tarefa que ficou com Coon. Ele enviou um novo roteiro em 7 de dezembro e o atualizou duas vezes nos cinco dias seguintes. Wilber aceitou as alterações e deixou a equipe depois de apresentar a segunda versão porque suas obrigações contratuais tinham sido cumpridas.
Coon propôs que Erickson fosse um rival de Kirk e um superhumano que anteriormente tinha dominado a Terra. Roddenberry e Justman ainda não ficaram satisfeitos e o primeiro revisou o roteiro uma semana antes das filmagens começarem, depois do ator Ricardo Montalbán ter sido escalado. O personagem louro e nórdico de Erickson foi alterado nesse esboço. Nesta versão, o personagem foi renomeado para Sibahl Khan Noonien. O nome Govin Bahadur Singh foi sugerido pela empresa de pesquisa DeForest Research, que revisava os roteiros em busca de erros em potencial em nome da companhia produtora; o nome Singh foi sugerido parcialmente porque era próximo de nomes siques. Coon e Roddenberry escolheram Khan Noonien Singh; Roddenberry tinha um amigo chinês chamado Noonien Wang com quem tinha perdido contato, tendo esperanças de que Wang fosse assistir o episódio e entrar em contato. Roddenberry se listou como principal roteirista na roteiro final, tendo Coon como coautor e Wilber ausente, mas o Sindicato dos Roteiristas recusou esses créditos; Coon acabou recebendo o crédito principal, enquanto Wilber foi listado como coautor e ainda recebeu um crédito de "história por".

### Seleção de elenco
O ator mexicano Ricardo Montalbán foi escolhido para interpretar Khan, tendo sido a primeira escolha para o papel. Ele fora sugerido ao diretor de elenco Joseph D'Agosta, que não estava procurando um ator de uma etnia específica, pois Roddenberry queria mostrar seus valores para o século XXIII ao não exigir etnias específicas na escolha de atores para papéis convidados. Montalbán tinha antes aparecido no telefilme The Secret Weapon of 117, que tinha sido a primeira tentativa de Roddenberry de criar uma série de ficção científica, tendo ido ao ar mais de dez anos antes de The Original Series. O ator disse que o papel de Khan foi "maravilhoso", afirmando que "era bem escrito, tinha um conceito interessante e fiquei encantado que foi oferecido para mim". O elenco principal ficou animado em poder trabalhar com Montalbán; DeForest Kelley, o intérprete do doutor Leonard McCoy, comentou que "Eu gostei mais de trabalhar com Ricardo. Fui privilegiado. Ele é um ator maravilhoso".
Madlyn Rhue foi escolhida para interpretar a tenente Marla McGivers. Ela e Montalbán já tinham trabalhado juntos em 1960 em um episódio de Bonanza como um casal, com Rhue depois aparecendo em 1982 em um episódio de Fantasy Island, estrelada por Montalbán. Os dois também já tinham aparecido separadamente em The Lieutenant, a série anterior de Roddenberry. George Takei, membro do elenco principal intérprete do tenente Hikaru Sulu, não apareceu em "Space Seed" e foi substituído Blaisdell Makee como tenente Spinelli. Foi a primeira de duas aparições de Makee em The Original Series, com a segunda sendo como tenente Singh em "The Changeling". John Winston apareceu pela segunda vez como o tenente Kyle, papel que interpretaria outras nove vezes na série. "Space Seed" também foi o primeiro episódio a dar um papel mais proeminente para o ator James Doohan como o engenheiro chefe Montgomery Scott, pois o personagem tinha sido bem recebido pelos produtores e executivos da NBC.

### Filmagens e efeitos
As filmagens começaram em 15 de dezembro de 1966 e duraram seis dias, terminando em 22 de dezembro. As várias reescritas feitas criaram um roteiro de filmagem de quase sessenta páginas e 120 cenas. O diretor foi Marc Daniels. O primeiro dia de filmagens coincidiu com a exibição do episódio "Balance of Terror", assim Daniels permitiu que o elenco e a equipe fossem para casa mais cedo para poderem assistir. Os outros cinco dias transcorreram como planejado, tanto que as filmagens terminaram mais cedo no último, o que permitiu que elenco e equipe fossem para casa mais cedo para assistirem uma reprise do episódio "What Are Little Girls Made Of?". Uma cena filmada mas depois cortada foi uma conversa entre McGivers e outra tripulante, que tinha a intenção de mostrar que a primeira desejava um homem forte. Outras cenas foram reduzidas à pedido da NBC. Por exemplo, cenas dentro da Botany Bay foram cortadas porque os executivos acharam que os figurinos dos tripulantes recém-despertados eram muito reveladores.
Khan precisou de cinco figurinos, o maior número de qualquer ator convidado em toda a série. Isto significou que a equipe teve pouco tempo para dedicar a cada figurino. Montalbán tinha um físico tão atlético que a equipe achou que algum erro tinha sido cometido quando suas medidas foram tiradas. O figurinista William Ware Theiss achou difícil fazer os materiais parecerem adequadamente futuristas e encaixar suas preferências pessoais de desenho. Dois dos figurinos de Khan eram reutilizações de figurinos anteriores, enquanto os outros três foram criados especificamente para Montalbán. Dois novos cenários também foram construídos: a câmara de descompressão na enfermaria e o interior da Botany Bay. Um batente de porta deste último foi depois reutilizado como uma unidade suspensa no laboratório de pesquisa de McCoy em episódios posteriores.
A pós-produção começou em 23 de dezembro de 1966 e durou até 5 de fevereiro do ano seguinte. A Westheimer Company produziu a maioria dos efeitos, mas as imagens da Enterprise e da Botany Bay foram criadas pela Film Effects of Hollywood, que não foi creditada pela trabalho. A miniatura da Botany Bay era de um projeto que o diretor de arte Matt Jefferies tinha criado antes da Enterprise. Fora anteriormente rotulado como "cargueiro espacial antigo", tendo sido construído pela Film Effects of Hollywood. A criação dessa miniatura fez o orçamento do episódio estourar em doze mil dólares; o custo final de "Space Seed" foi 197 262 dólares contra um orçamento de 180 mil. The Original Series nesta altura estava endividada em quase oitenta mil dólares. A miniatura da Botany Bay foi reutilizada como um cargueiro no episódio "The Ultimate Computer".
A equipe de efeitos sonoros pegou alguns efeitos externos e os manipularam para alcançarem o efeito de "som pintado" que Roddenberry queria. Várias fontes foram usadas, mas a maioria das séries de ficção científica foram evitadas para que The Original Series soasse autêntica. O arquivo de som da Força Aérea dos Estados Unidos foi usado, porém o som do torpedo fotônico veio do filme The War of the Worlds. "Space Seed" foi premiado com o Golden Reel por edição de som pela Motion Picture Sound Editors.

## Repercussão

### Transmissão
"Space Seed" foi exibido pela primeira vez nos Estados Unidos em 16 de fevereiro de 1967 pela NBC. Um relatório de doze cidades pela Trendex compilado pela Nielsen mostrou que o episódio registrou 13,12 milhões de telespectadores durante a primeira meia hora, ficando em segundo lugar na audiência atrás de Bewitched da ABC com 14,44 milhões e à frente de My Three Sons da CBS. "Space Seed" caiu para a terceira posição na segunda meia hora quando a CBS começou a exibir sua sessão de filmes da noite, que naquele dia foi o faroeste One-Eyed Jacks estrelado por Marlon Brando, que registrou uma participação de 35,5 da audiência comparado aos 28 por cento de The Original Series.
Uma remasterização em alta definição de "Space Seed" foi produzida em 2006 e incluiu novos efeitos visuais e aprimoramentos da música e áudio. Essa versão foi exibida pela primeira vez nos Estados Unidos por redifusão em 18 de novembro, o décimo primeiro episódio de The Original Series a ser remasterizado. O episódio foi disponibilizado para mais de duzentas emissoras locais pelo país com direitos de transmissão, assim dependendo do canal a transmissão do episódio remasterizado ocorreu no dia 18 ou 19.

### Crítica
Comentários contemporâneos sobre o episódio foram positivos. O jornal Indiana Gazette descreveu "Space Seed" como "uma boa peça de ficção científica". Já o jornal Kokomo Tribune disse que era "imaginativo" e que o episódio era "especialmente interessante" por "seu comentário sobre o conhecimento científico do final dos anos 1990".
Resenhas posteriores elogiaram bastante o episódio. Zack Handlen da The A.V. Club destacou que os personagens eram muito bons e que a dinâmica entre Kirk e Spock enfatizava a amizade dos dois, comentando que ele "deu à franquia um de seus melhores vilões e estabeleceu a base para um dos melhores filmes de ficção científica já feitos". Michelle Erica Green da TrekToday afirmou que "Space Seed" era "lendário" e que Khan era o "inimigo perfeito" para Kirk, Spock e McCoy, também dizendo que o episódio não era diminuído por histórias posteriores baseadas nele. Mark Pickavance da Den of Geek escreveu que ele permanecia uma "escolha óbvia de ótimo material de origem" para ser continuado em um filme. Eugene Myers e Torrie Atkinson da Reactor criticaram a atração entre McGivers e Khan, dizendo que era "realmente desconfortável assistir sua imediata atração por ele e fácil aceitação de um comportamento abusivo e controlador", porém elogiaram o episódio e especialmente como Khan era um inimigo à altura de Kirk.
"Space Seed" já apareceu em várias listas de melhores episódios de The Original Series. A Newsweek disse que ele apresentou o melhor vilão da franquia e destacou o otimismo característico de Star Trek. Alex Knapp da Forbes destacou as conversas interessantes que o episódio levantou sobre genética, mas também o considerou bastante sexista por causa de McGivers. Angelica Jade Bastién da Vulture disse que graças à "Space Seed" o personagem de Khan se tornou "um dos viloes definitivos da história franquia e da ficção científica". Silas Lesnick da Collider comentou que Khan funcionava tão bem como vilão porque era metal e fisicamente superior a Kirk, mas com o mesmo carisma.

## Outras mídias
"Space Seed" foi adaptado pelo autor James Blish como um conto e publicado como parte da coleção de romantizações Star Trek 2. Este livro continha outros sete contos, cada um baseado em um episódio de The Original Series, e foi lançado em fevereiro de 1968. A adaptação de "Space Seed" era o último conto do livro.
Este foi o primeiro episódio de The Original Series a ser vendido publicamente, sendo lançado avulsamente em junho de 1982 no formato VHS. Foi um dos episódios da série lançado em Capacitance Electronic Disc em 1º de novembro de 1982, junto com "The Changeling". Uma versão em LaserDisc foi lançada em 1985 junto com "The Return of the Archons". Outros lançamentos de todos os episódios da série ocorreram nos formatos VHS e Betamax. Estes eram todos lançamentos avulsos.
"Space Seed" foi lançado em DVD junto com "A Taste of Armageddon" como parte de um lançamento geral de episódios da série em 2000. "Space Seed" foi relançado em DVD em 2004 como parte da coleção da primeira temporada. O episódio também foi incluído na coleção remasterizada da primeira temporada, lançada em DVD e Blu-ray em 2009. Foi relançado em Blu-ray em 2013 como parte da compilação Star Trek: The Original Series – Origins junto com outros quatro episódios.

## Legado

### Khan
O filme Star Trek II: The Wrath of Khan de 1982 é uma sequência de "Space Seed". Harve Bennett foi contratado para produzir uma sequência de Star Trek: The Motion Picture e assistiu todos os episódios de The Original Series, acreditando que Khan era o vilão interessante que The Motion Picture carecia. Montalbán inicialmente ficou preocupado que o público o enxergaria apenas como o Sr. Roarke de Fantasy Island, porém achou que recapturou o personagem depois de reassistir "Space Seed". Khan reconhece Pavel Chekov no filme, apesar deste personagem só ter estreado na série na segunda temporada. As autoras Deborah Cartmell e Imelda Whelehan descrevem esse erro como uma "gafe notória por todo fandom de Star Trek". A romantização de The Wrath of Khan afirma que Chekov estava trabalhando no turno noturno da Enterprise na época.
Os eventos tanto de "Space Seed" quanto de The Wrath of Khan influenciaram o enredo do filme Star Trek Into Darkness de 2013. Khan foi interpretado neste filme pelo ator Benedict Cumberbatch. Durante a primeira parte da história o personagem usa o pseudônimo John Harrison para esconder sua verdadeira identidade. Khan também aparece brevemente como uma criança no episódio "Tomorrow and Tomorrow and Tomorrow" de Star Trek: Strange New Worlds, sendo interpretado por Desmond Sivan. Nesta história, Khan é alvo de uma agente romulana que deseja matá-lo e impedir as Guerras Eugênicas, uma mudança na história humana que impedirá o surgimento da Federação dos Planetas Unidos. A personagem principal tenente La'An Noonien Singh de Strange New Worlds, interpretada pela atriz Christina Chong, é uma descendente direta de Khan.

### Guerras Eugênicas
Os autores Michael e Denise Okuda afirmaram em seu livro Star Trek Chronology que as Guerras Eugênicas aconteceram entre 1992 e 1996. Eles consideraram que esses eventos felizmente nunca aconteceram no mundo real e destacaram que o desenvolvimento da Botany Bay em 1996 foi um momento em que as "previsões tecnológicas de Star Trek erram por uma margem significativa". As guerras foram referenciadas em vários lugares da franquia. Sua primeira menção após "Space Seed" foi no episódio "The Infinite Vulcan" de Star Trek: The Animated Series, em que um clone de um cientista da época cria um clone de Spock. O assunto voltou no episódio "Doctor Bashir, I Presume?" de Star Trek: Deep Space Nine, quando o roteirista René Echevarria, à procura de um passado secreto para o doutor Julian Bashir, percebeu que a questão da eugenia só tinha sido abordada em Star Trek a partir de Khan e seus seguidores. O colega roteirista Ronald D. Moore decidiu conectar o passado de Bashir com engenharia genética.
O escritor Gary Cox mencionou eventos das Guerras Eugênicas no seu romance não canônico Assignment: Eternity, que é uma sequência do episódio "Assignment: Earth" e incluía os personagens Gary Seven e Roberta Lincoln. Nesta história, Seven e Lincoln se envolvem na derrubada de Khan durante as Guerras Eugênicas. Cox não tinha intenção de explorar o assunto ainda mais, porém foi persuadido por seu editor na Pocket Books. Ele escreveu o romance em duas partes The Eugenics Wars: The Rise and Fall of Khan Noonien Singh, explorando eventos específicos das guerras. Nestes livros Cox descreveu os conflitos como uma história secreta só descoberta séculos depois, também achando que esta abordagem seria consistente com o episódio "Future's End" de Star Trek: Voyager, em que personagens viajam no tempo para a mesma época das Guerras Eugênicas mas não há guerra acontecendo. Outra versão das guerras é mostrada nos quadrinhos Star Trek: Khan, cuja história também serve de prequência para Into Darkness.
Os episódios "Borderland", "Cold Station 12" e "The Augments" de Star Trek: Enterprise mostram um grupo de humanos geneticamente modificados criados na mesma época que Khan e seus seguidores. Esta conexão, assim como outros elementos da quarta temporada de Enterprise, foram uma tentativa deliberada dos produtores de incluir elementos de The Original Series na esperança de melhorar os números de audiência. "Tomorrow and Tomorrow and Tomorrow" afirma que o começo das Guerras Eugênicas foi mudado da década de 1990 para o início do século XXI por causa dos eventos da Guerra Fria Temporal, um arco de história mostrado em Enterprise.